# Agnese di Savoia
Agnese di Savoia (1286 – 4 ottobre 1322) fu una principessa di Casa Savoia che fu Contessa consorte di Ginevra, dal 1308 al 1320.

## Origine
Agnese, secondo lo storico francese, Samuel Guichenon, nel suo Histoire généalogique de la royale maison de Savoie, era la figlia di Amedeo V, Conte di Savoia, d'Aosta e di Moriana, e della sua prima moglie, Sibilla o Simona di Baugé, che sempre secondo la Samuel Guichenon era l'unica figlia del signore di Baugé e della Bresse, Guido II di Baugé, mentre per quanto riguarda la madre, tra gli storici non vi è concordanza, ma fu Dauphine di Saint-Bonnet e non Beatrice del Monferrato, figlia di Guglielmo VI del Monferrato; la conferma che la madre di Sibilla fu Dauphine ci è data da due  documenti del Titres de la maison ducale de Bourbon, il nº 595, in cui Dauphine (Dauphine dame de Saint-Bonnet) si cita come la madre di Sibilla moglie di Amedeo di Savoia (mariage de sa fille Sibille avec Amedée de Savoie) ed il documento nº 607, in cui Dauphine (Dauphine dame de Saint-Bonnet le Château, femme de Pierre de la Roue chevalier) viene citata come madre di Sibilla (Sibille femme d´Amedée de Savoie), la quale Dauphine, ancora secondo Samuel Guichenon, era figlia di Renato di Lavieu, Signore di Saint-Bonnet, di Miribel et di Jordaine (fille unique et héritière de René de Lavieu, chevalier, seigneur de Saint-Bonnet et de Miribel et de Jordaine) e della moglie (sa femme).
Amedeo V di Savoia, secondo Samuel Guichenon, era il figlio maschio secondogenito di Tommaso II, signore del Piemonte, Conte di Savoia, d'Aosta e di Moriana, Conte di Fiandra e di Hainaut e della sua seconda moglie, Beatrice Fieschi, che era la terza figlia femmina di Teodoro Fieschi, conte di Lavagna, e della di lui consorte Simona de Volta di Capo Corso.

## Biografia

Stemma dei conti di Ginevra

Il suo prozio, il conte di Savoia, Filippo I, benemerito della Chiesa cattolica, si spense il 15 o il 16 agosto 1285 nel castello di Rossillon nel Bugey, tra Lione e Ginevra; Il necrologio delle Maurienne Chartes, Obituaire du Chapitre de Saint-Jean-de-Maurienne riporta la morte di Filippo (dni Philippi quondam comitis Sabaudie) il 16 agosto  (XVI Kal Sep.); suo padre, Amedeo gli succedette come Amedeo V.
All'inizio del 1294, sua madre, Sibilla (Sibilla comitissa Sabaudiæ, dominaque Baugiaci, uxor illustris viri domini Amedei comitis Sabaudiæ) fece testamento, che è riportato nelle Preuves de l'Histoire généalogique de la royale maison de Savoie, in cui destina vari lasciti, tra cui il marito ed ai cinque figli ancora in vita, tra cui Agnese (filiæ nostræ Agneti) ed a un figlio, che avrebbe dovuto partorire (illum quem gestamus in utero).
Come altre sue sorelle, Agnese venne data in sposa secondo la situazione politica in cui si trovava il padre Amedeo V, abile diplomatico.
Secondo il De Allobrogibus libri novem, Amedeo V siglò un trattato di pace col conte di Ginevra, Amedeo II, in cui, per sancire l'alleanza tra i conti di Ginevra e la casa Savoia, era previsto il matrimonio tra i loro figli, Agnese e Guglielmo.
In quello stesso anno, 1297, Agnese venne data in moglie al futuro Conte di Ginevra, Guglielmo III; il contratto di matrimonio era stato redatto il 31 agosto 1297.
Anche Samuel Guichenon conferma il matrimonio tra Agnese e l'erede della contea di Ginevra, Guglielmo, figlio del conte di Genevra, Amedeo II e la moglie, Agnese di Chalon, avvenuto nel mese di settembre, nel castello di Saint-Georges-d'Espéranche, nel delfinato.
Nel 1307, suo padre, Amedeo, fece testamento, in cui dichiarava suo erede universale nel Contado di Savoja, il figlio di primo letto, Edoardo (Odorado suo figlio primogenito) e definiva anche i vari lasciti sia ai figli di primo letto, tra i quali Agnese (Eleonora, Margarita, ed Agnes sue figlie) che eventuali di secondo letto (nascituri da Maria di Brabant, sua seconda Consorte).
Suo marito, Guglielmo, nel 1308, succedette al padre, Amedeo II, come Guglielmo III e Agnese divenne Contessa consorte di Ginevra
Agnese rimase vedova nel 1320, dopo che il marito nel suo testamento del 1319, le aveva lasciato, oltre alla sua dote un feudo ed un castello.
Agnese morì il 4 ottobre 1322 e fu inumata ad Altacomba.

## Figli
Agnese a Guglielmo III diede due figli:
- Margherita
- Amedeo conte di Ginevra, che sposò Mathilde o Mahaut d'Auvergne, chiamata anche de Boulogne, come riporta la Histoire généalogique de la maison d'Auvergne[18].

## Ascendenza
|                        |                    |                                | Genitori                   |  |  | Nonni |  |  | Bisnonni            |  |  | Trisnonni             |  |
|                        |                    |                                |                            |  |  |       |  |  | Tommaso I di Savoia |  |  | Umberto III di Savoia |  |
|                        |                    |                                |                            |  |  |       |  |  | Tommaso I di Savoia |  |  | Umberto III di Savoia |  |
|                        |                    | Beatrice di Mâcon              |                            |  |  |       |  |  | Tommaso I di Savoia |  |  |                       |  |
| Tommaso II di Savoia   |                    |                                |                            |  |  |       |  |  | Tommaso I di Savoia |  |  |                       |  |
|                        |                    | Margherita di Ginevra          | Guglielmo I di Ginevra     |  |  |       |  |  |                     |  |  |                       |  |
|                        |                    | Margherita di Ginevra          | Guglielmo I di Ginevra     |  |  |       |  |  |                     |  |  |                       |  |
|                        |                    | Margherita di Ginevra          | Beatrice di Faucigny       |  |  |       |  |  |                     |  |  |                       |  |
| Amedeo V di Savoia     |                    | Margherita di Ginevra          |                            |  |  |       |  |  |                     |  |  |                       |  |
|                        |                    | Teodoro III Fieschi di Lavagna | Ugo Fieschi di Lavagna     |  |  |       |  |  |                     |  |  |                       |  |
|                        |                    | Teodoro III Fieschi di Lavagna | Ugo Fieschi di Lavagna     |  |  |       |  |  |                     |  |  |                       |  |
|                        |                    | Teodoro III Fieschi di Lavagna | Brumisan di Grillo         |  |  |       |  |  |                     |  |  |                       |  |
| Beatrice Fieschi       |                    | Teodoro III Fieschi di Lavagna |                            |  |  |       |  |  |                     |  |  |                       |  |
|                        |                    | Simona della Volta             | Raimondo della Volta       |  |  |       |  |  |                     |  |  |                       |  |
|                        |                    | Simona della Volta             | Raimondo della Volta       |  |  |       |  |  |                     |  |  |                       |  |
|                        |                    | Simona della Volta             | …                          |  |  |       |  |  |                     |  |  |                       |  |
| Agnese di Savoia       |                    | Simona della Volta             |                            |  |  |       |  |  |                     |  |  |                       |  |
|                        | Renaud IV de Baugé | Ulrico II de Baugé             |                            |  |  |       |  |  |                     |  |  |                       |  |
|                        | Renaud IV de Baugé | Ulrico II de Baugé             |                            |  |  |       |  |  |                     |  |  |                       |  |
|                        | Renaud IV de Baugé | Alexandrine de Bourgogne       |                            |  |  |       |  |  |                     |  |  |                       |  |
| Guido II de Baugé      | Renaud IV de Baugé |                                |                            |  |  |       |  |  |                     |  |  |                       |  |
|                        |                    | Sibylle de Beaujeu             | Guicciardo IV de Beaujeu   |  |  |       |  |  |                     |  |  |                       |  |
|                        |                    | Sibylle de Beaujeu             | Guicciardo IV de Beaujeu   |  |  |       |  |  |                     |  |  |                       |  |
|                        |                    | Sibylle de Beaujeu             | Sibylle de Hainaut         |  |  |       |  |  |                     |  |  |                       |  |
| Sibilla de Baugé       |                    | Sibylle de Beaujeu             |                            |  |  |       |  |  |                     |  |  |                       |  |
|                        |                    | Guglielmo VI del Monferrato    | Bonifacio I del Monferrato |  |  |       |  |  |                     |  |  |                       |  |
|                        |                    | Guglielmo VI del Monferrato    | Bonifacio I del Monferrato |  |  |       |  |  |                     |  |  |                       |  |
|                        |                    | Guglielmo VI del Monferrato    | Elena di Busca             |  |  |       |  |  |                     |  |  |                       |  |
| Beatrice di Monferrato |                    | Guglielmo VI del Monferrato    |                            |  |  |       |  |  |                     |  |  |                       |  |
|                        |                    | Berta di Clavesana             | Bonifacio di Clavesana     |  |  |       |  |  |                     |  |  |                       |  |
|                        |                    | Berta di Clavesana             | Bonifacio di Clavesana     |  |  |       |  |  |                     |  |  |                       |  |
|                        |                    | Berta di Clavesana             | …                          |  |  |       |  |  |                     |  |  |                       |  |
|                        |                    | Berta di Clavesana             |                            |  |  |       |  |  |                     |  |  |                       |  |